# Parafia Najświętszego Serca Pana Jezusa i św. Jozafata w Zaniewiczach
Parafia Najświętszego Serca Pana Jezusa i św. Jozafata w Zaniewiczach – rzymskokatolicka parafia znajdująca się w diecezji grodzieńskiej, w dekanacie Brzostowica Wielka, na Białorusi.

## Historia
Pierwszy kościół w Zaniewiczach fundacji Józefa Borzęckiego, właściciela majątku Obrębszczyzna i męża bł. Celiny Chludzińskiej Borzęckiej, powstał w połowie XIX w. W 1868 w wyniku represji popowstaniowych kościół zamknięto. Został on ponownie otwarty w 1917. Według innych danych świątynia powstała w 1917 (może być rekonstrukcją poprzedniego kościoła). W 1917 erygowano tu parafię.
W latach międzywojennych parafia leżała w archidiecezji wileńskiej, w dekanacie Łunna. Posiadała kaplicę filialną w majątku Obrębszczyzna.
W czasach komunizmu parafia działała. W latach 1944–1954 nie miała jednak kapłana, gdyż proboszcz ks. Józef Maciejewski był wówczas więźniem łagrów. Po odbyciu zesłania powrócił do parafii, gdzie pracował do śmierci w 1984.
Z parafii pochodzi arcybiskup mińsko-mohylewski Józef Staniewski.

## Proboszczowie
- ks. Józef Bielawski (1917 - 1918)
- ks. Edmund Chlewiński (1918 - 1924)
- ks. Antoni Audycki (1924 - 1932)
- ks. Nikodem Pachałko (1932 - 1939)
- ks. Józef Maciejewski (1939 - 1984)
- ks. Karol Barnaś CSsR (? - 2010)
- ks. Mikołaj Cichonowicz (2010 - ?)